# エリオット・オズボーン
エリオット・ジェームズ・オズボーン （Elliot James Osborne, 1996年5月16日 - ）は、イングランド・ストーク＝オン＝トレント出身のサッカー選手。スティヴネイジFC所属。ポジションはミッドフィールダー。

## 経歴

### ユース時代～2016
9年の間ポート・ヴェイルでユース時代を過ごしたが放出され、2014年7月にノーザンプレミアフットボールリーグ・ディビジョンワン・サウスのニューカッスル・タウンに加入した 。ニューカッスル・タウンでは27試合に出場して7得点をあげた。2015年2月にはノーザンプレミアフットボールリーグ・プレミアディビジョンのナントウィッチ・タウンへ移籍した。2015-16シーズンにはリーグ戦で13得点、カップ戦で9得点をあげる活躍を見せた。

### フリートウッド・タウン
ナントウィッチ・タウンでの活躍から、2016年6月にEFLリーグ1のフリートウッド・タウンへ移籍することになった。
2016年9月30日、28日間のローン移籍でナショナルリーグのトランメア・ローヴァーズに加入した。この1日後のダゲナム・アンド・レッドブリッジ戦で、66分からジェームズ・ノーウッドとの交代でトランメアでの初出場を果たした。10月4日にはホームでのゲーツヘッド戦に先発で出場して90分間戦った。ローンから帰った彼は、EFLトロフィーのカーライル・ユナイテッド戦でフリートウッド・タウンでの初出場を果たした。
2017年1月19日、2ヶ月間のローン移籍でナショナルリーグ・ノースのストックポート・カウンティに加入した。この2日後、ダーリントン戦でストックポートでの初出場を果たし、90分間戦った。また、2月18日のFCユナイテッド・オブ・マンチェスター戦では1得点をあげた。この試合がフリートウッド・タウンに戻る前の最後のストックポート・カウンティでの試合となった。
2017年8月9日にはEFLリーグ2のモアカムに半年のローン移籍で加入し、ここでは13試合に出場して1得点をあげた。

### サウスポート
2018年1月12日、ナショナルリーグ・ノースのサウスポートへ移籍した。ケヴィン・デイヴィス監督は彼のフリートウッド・タウンでのプレーに感銘を受けたと述べ、その上で「彼は素晴らしいパスレンジ、高いエネルギー、ゴールへの嗅覚、そして今我々がチームに必要としている戦い方の資質を持っている」と語った。2017-18シーズン後半で16試合に出場して3得点をあげた。

### ストックポート・カウンティ
2018年9月21日、ローン移籍でストックポート・カウンティに戻った。ローン移籍期間中での活躍から、11月6日にはストックポート・カウンティと2年契約を結び、完全移籍で加入した。ジム・ギャノン監督は「彼が選手として成熟し、成長するにつれて、それがストックポート・カウンティとしてもプラスになることを信じている」と語った。2018-19シーズンでは37試合に出場し2得点をあげ、クラブのナショナルリーグ・ノース優勝に大きく貢献した。

### スティヴネイジ
2020年7月1日、スティヴネイジFCに移籍した。

## 個人成績
2020年4月23日現在
| クラブ                              | シーズン     | リーグ                   | リーグ | リーグ | FAカップ | FAカップ | リーグカップ | リーグカップ | その他の大会 | その他の大会 | 合計 | 合計 |
| クラブ                              | シーズン     | ディビジョン             | 出場   | 得点   | 出場     | 得点     | 出場         | 得点         | 出場         | 得点         | 出場 | 得点 |
| ----------------------------------- | ------------ | ------------------------ | ------ | ------ | -------- | -------- | ------------ | ------------ | ------------ | ------------ | ---- | ---- |
| フリートウッド・タウン              | 2016-17      | EFLリーグ1               | 0      | 0      | 0        | 0        | 0            | 0            | 1            | 0            | 1    | 0    |
| フリートウッド・タウン              | 2017–18      | EFLリーグ1               | 0      | 0      | 0        | 0        | 0            | 0            | 0            | 0            | 0    | 0    |
| フリートウッド・タウン              | 計           | 計                       | 0      | 0      | 0        | 0        | 0            | 0            | 1            | 0            | 1    | 0    |
| トランメア・ローヴァーズ (ローン)   | 2016–17      | ナショナルリーグ         | 3      | 0      | 0        | 0        | —            | —            | 0            | 0            | 3    | 0    |
| ストックポート・カウンティ (ローン) | 2016–17      | ナショナルリーグ・ノース | 6      | 1      | —        | —        | —            | —            | —            | —            | 6    | 1    |
| モアカム (ローン)                   | 2017-18      | EFLリーグ2               | 11     | 0      | 0        | 0        | 0            | 0            | 2            | 1            | 13   | 1    |
| サウスポート                        | 2017–18      | ナショナルリーグ・ノース | 16     | 3      | 0        | 0        | 0            | 0            | 0            | 0            | 16   | 3    |
| サウスポート                        | 2018-19      | ナショナルリーグ・ノース | 8      | 1      | 0        | 0        | 0            | 0            | 0            | 0            | 8    | 1    |
| サウスポート                        | 計           | 計                       | 24     | 4      | 0        | 0        | 0            | 0            | 0            | 0            | 24   | 4    |
| ストックポート・カウンティ          | 2018-19      | ナショナルリーグ・ノース | 24     | 1      | 3        | 0        | 0            | 0            | 5            | 0            | 32   | 1    |
| ストックポート・カウンティ          | 2019–20      | ナショナルリーグ         | 38     | 9      | 1        | 0        | 0            | 0            | 3            | 0            | 42   | 9    |
| ストックポート・カウンティ          | 計           | 計                       | 62     | 10     | 4        | 0        | 0            | 0            | 8            | 0            | 74   | 10   |
| キャリア合計                        | キャリア合計 | キャリア合計             | 106    | 15     | 4        | 0        | 0            | 0            | 11           | 1            | 121  | 16   |

※ニューカッスル・タウンとナントウィッチ・タウンでの数字は含んでいない。

## タイトル

### クラブ
ストックポート・カウンティ
- ナショナルリーグ・ノース: 2018-19